# 韋塞萊 (切爾尼希夫區)
51°17′42″N 31°48′56″E / 51.29500°N 31.81556°E
韋塞萊（烏克蘭語：Веселе）是位於烏克蘭北部的村莊，由切爾尼戈夫州切爾尼希夫區的庫利基夫卡市鎮負責管轄。該村面積0.51平方公里，海拔高度114米，2001年人口105，人口密度每平方公里206.69人。